# Othon Ier de Nassau
Pour les articles homonymes, voir Othon Ier.
Othon Ier de Nassau (en allemand Otto Ier von Nassau), mort en 1289 ou 1290, fut co-comte de Nassau de 1249 à 1255, comte de Nassau-Siegen, comte de Nassau-Dillenbourg, comte de Nassau-Beilstein, comte de Nassau-Ginsberg de 1255 à 1290.

## Famille
Fils de Henri II de Nassau et de Mathilde fille d'Otton Ier de Gueldre.
Othon Ier épousa Agnès von Leiningen (morte en 1299 ; fille du comte Emich IV von Leiningen).
Cinq enfants sont nés de cette union :
- Henri II de Nassau (mort en 1343), comte de Nassau-Siegen ;
- Mechtilde de Nassau (morte en 1319), en 1289 elle épousa Gérard Ier von Schönecken (mort en 1316) ;
- Gertrude de Nassau (morte en 1339), elle entra dans les ordres et fut abbesse d'Altenberg ;
- Emich Ier de Nassau-Hadamar (mort en 1334), comte de Nassau-Hadamar, épousa en 1295 Anne de Nuremberg (morte en 1355 ; fille du burgrave Frédéric III de Nuremberg) (Maison de Hohenzollern), dont postérité. Il fonda la lignée de Nassau-Hadamar ;
- Jean de Nassau-Dillenburg, (1290 - tué en 1328), comte de Nassau-Dillenbourg et de Nassau-Beilstein.

## Biographie
En 1255, lors du partage effectué entre Othon Ier de Nassau et son frère Valéran II de Nassau, Othon Ier reçut les possessions de Dillenbourg, Beilstein et Ginsberg.
Othon Ier de Nassau fonda la lignée Ottonienne, cette lignée se divisa en plusieurs branches : Nassau-Dillenbourg, Nassau-Beilstein, Nassau-Hadamar, Nassau-Weilbourg, Nassau-Siegen.
La lignée Ottonienne donna plus tard des rois aux Pays-Bas, à l'Angleterre et l'Écosse.
Othon Ier de Nassau est l'ancêtre de la reine Béatrix des Pays-Bas.
Othon Ier de Nassau appartint à la seconde branche de la Maison de Nassau, elle-même issue de la première branche.

## Sources
- www.genroy.fr